# Cyrille Watier
Pour les articles homonymes, voir Watier.
Cyrille Watier, né le 25 juin 1972 à Lorient (Morbihan), est un footballeur français.
Il est, entre novembre 2003 et le 29 octobre 2024, le meilleur buteur de l'histoire professionnelle du Stade Malherbe Caen, avec 69 buts inscrits en 217 matchs toutes compétitions confondues.

## Carrière

### Débuts en Bretagne
Attaquant vif, mesurant 1,72 m, Cyrille Watier est formé au FC Lorient. Il en intègre l’équipe réserve en 1991 puis débute en équipe première en 1994-1995, en championnat de France National 1, tout en conservant un statut amateur (il travaille alors au restaurant universitaire).
Sans être spécialement attendu, il marque sept buts en 25 apparitions et participe largement à la bonne saison du club breton, qui remporte le championnat et accède à la deuxième division. Il marque trois buts en dix apparitions la saison suivante, puis joue très peu en équipe première.
Lorsque Lorient accède en 1998 à la première division du championnat de France, Cyrille Watier signe à la GSI Pontivy, autre club breton, qui évolue en Championnat de France amateur (CFA). Il y termine dès sa première saison meilleur buteur de son groupe, avec 22 buts en 32 matchs.

### Carrière professionnelle
En 1999, il est recruté par le Stade Malherbe Caen, alors en deuxième division. Il y devient professionnel à l'âge de 27 ans. Il y trouve une place de titulaire comme ailier droit, où il peut notamment exploiter sa pointe de vitesse. Il marque son premier but au stade Michel-d'Ornano le 11 septembre 1999 face au FC Gueugnon et finit sa première saison avec un total de huit buts, dont six entre mars et mai.
L'année suivante, alors que le club lutte toute la saison pour conserver sa place en D2, Cyrille Watier effectue des prestations inattendues à titre individuel et termine meilleur buteur du club (13 buts), sous la houlette de Jean-Louis Gasset. Convoité par plusieurs clubs dont les Chamois niortais, il prolonge son contrat à Caen et confirme encore ses performances l'année suivante (13 buts), aux côtés de Xavier Gravelaine, revenu au club le temps d'une saison. Les Caennais font une bien meilleure saison mais ne sont cependant jamais en mesure de jouer la montée.
En 2002, un nouvel entraîneur, Patrick Remy, est recruté. Il met en place un nouveau système de jeu et laisse souvent Watier sur la touche, qui n'inscrit que trois buts en 21 apparitions en championnat. Il est placé sur la liste des transferts lors de l'inter-saison 2003. Il s'apprête à signer à Angers, fraîchement promu en Ligue 2, mais finalement l'affaire ne se fait pas.
La saison 2003-2004 commence mal : après cinq journées le Stade Malherbe est dernier, à deux points d'Angers, qui se déplace justement à Caen. Titularisé par Remy au poste de milieu droit, il est à l'origine du seul but du match marqué par Ljubisa Ranković. La saison du club normand est lancée et Watier, profitant des blessures et méformes temporaires des autres attaquants, retrouve ses instincts de buteur : il marque de nombreux buts décisifs et s'impose comme un redoutable tireur de coups de pied arrêtés. Aligné soit en tant qu'ailier droit, soit en attaque, il dispute 32 matchs de championnats, inscrit 12 buts et s'affirme comme l'un des artisans de l'accession en première division du club. Le soir de la victoire décisive sur le terrain du FC Rouen, c'est lui qui ouvre le score.
À l'issue de cette saison, il est devenu le meilleur buteur du club depuis 1993 et l'inauguration du stade Michel-d'Ornano. Son influence reste cependant contestée dans le public, héros pour les uns, joueur limité pour les autres[réf. nécessaire], il est l'objet de jugements contradictoires de la part des supporters.
Bien qu'il ne fasse a priori pas partie des titulaires pour la nouvelle saison, son contrat est prolongé. Il devient même l'un des joueurs de base de Patrick Remy, partageant l'attaque avec Sébastien Mazure. Il marque dès le premier match, puis est l'unique buteur lors de la première victoire de l'équipe face à l'AS Monaco, vice-champion d'Europe en titre. Auteur d'un belle saison (32 matchs, 9 buts), il est l'auteur d'un des plus beaux buts de la saison avec un coup franc marqué dans la lucarne de Flavio Roma, le gardien de l'AS Monaco.
Progressivement placé sur le banc en fin de saison à la suite d'un rééquilibrage de l'équipe réclamé par les joueurs et appliqué par l'entraîneur[réf. nécessaire] (Mazure seul attaquant de pointe, et deux joueurs de couloir, le côté droit étant occupé par Yohann Eudeline), il reste un excellent joueur d'appoint, comme lors de la réception du Stade rennais, où tout juste entré en jeu il transforme un pénalty.
Après le départ de Patrick Remy, il retrouve une place de titulaire aux côtés de Mazure, marquant un but décisif au Stade Vélodrome dans les dernières secondes de jeu (victoire 3-2 sur Marseille). Mais le Stade Malherbe descend finalement en Ligue  2.

### Fin de carrière
Malgré l'opposition affichée de son président et celle, plus réelle, d'une partie du public, il rejoint l'En Avant de Guingamp en Ligue 2 lors de l'intersaison, où il éprouve des difficultés à s'imposer. Après une année difficile où il perd progressivement sa place, il signe au Stade lavallois, tout juste relégué en championnat National.
Malgré une saison correcte à la pointe de l'attaque lavalloise (il inscrit neuf buts en 34 matchs), le club n'obtient pas la montée et Cyrille Watier met un terme à sa carrière de joueur professionnel durant l'été 2007 à la suite d'une rupture du tendon d'Achille.
Il poursuit au niveau amateur jusqu'à 45 ans.

## Statistiques
Au cours de sa carrière, Cyrille Watier inscrit 100 buts en 322 matchs de championnat. Toutes compétitions confondues, il inscrit 69 buts avec le SM Caen. Il est alors, pendant vingt-et-un an, le meilleur buteur de l'histoire professionnelle du club,. Son record est ensuite battu par Alexandre Mendy le 29 octobre 2024.
| Saison                | Club                  | Championnat           | Championnat | Championnat | Coupe nationale | Coupe nationale | Coupe de la Ligue | Coupe de la Ligue | Total | Total |
| Saison                | Club                  | Division              | M.          | B.          | M.              | B.              | M.                | B.                | M.    | B.    |
| 1994-1995             | FC Lorient            | National 1            | 25          | 7           | -               | -               | -                 | -                 | 25    | 7     |
| 1995-1996             | FC Lorient            | Division 2            | 10          | 3           | 0               | 0               | -                 | -                 | 10    | 3     |
| 1996-1997             | FC Lorient            | Division 2            | 3           | 0           | 0               | 0               | -                 | -                 | 3     | 0     |
| 1997-1998             | FC Lorient            | Division 2            | 5           | 0           | 0               | 0               | 1                 | 0                 | 6     | 0     |
| 1998-1999             | GSI Pontivy           | CFA                   | 32          | 22          | ?               | ?               | -                 | -                 | 32    | 22    |
| 1999-2000             | SM Caen               | Division 2            | 37          | 8           | 1               | 1               | 1                 | 0                 | 39    | 9     |
| 2000-2001             | SM Caen               | Division 2            | 35          | 13          | 3               | 2               | 1                 | 0                 | 39    | 15    |
| 2001-2002             | SM Caen               | Division 2            | 38          | 13          | 3               | 1               | 1                 | 0                 | 42    | 14    |
| 2002-2003             | SM Caen               | Ligue 2               | 21          | 3           | 2               | 1               | 0                 | 0                 | 23    | 4     |
| 2003-2004             | SM Caen               | Ligue 2               | 32          | 12          | 4               | 4               | 0                 | 0                 | 36    | 16    |
| 2004-2005             | SM Caen               | Ligue 1               | 32          | 9           | 2               | 0               | 3                 | 2                 | 37    | 11    |
| Sous-total SM Caen    | Sous-total SM Caen    | Sous-total SM Caen    | 195         | 58          | 16              | 9               | 6                 | 2                 | 217   | 69    |
| 2005-2006             | EA Guingamp           | Ligue 2               | 18          | 1           | 1               | 0               | 3                 | 1                 | 22    | 2     |
| 2006-2007             | Stade lavallois       | National              | 34          | 9           | 3               | 1               | 1                 | 0                 | 38    | 10    |
| Total sur la carrière | Total sur la carrière | Total sur la carrière | 322         | 100         | 20              | 10              | 11                | 3                 | 353   | 113   |

## Palmarès
- Finaliste de la Coupe de la Ligue en 2005 avec le SM Caen
- Vice-champion de France de Ligue  2 en 2004 avec le SM Caen
- Champion de France de National en 1995 avec le FC Lorient

Distinctions individuelles
- Meilleur buteur de CFA en 1998 avec la GSI Pontivy